# Gökçeoğlu, Alpu
Gökçeoğlu là một xã thuộc huyện Alpu, tỉnh Eskişehir, Thổ Nhĩ Kỳ. Dân số thời điểm năm 2011 là 50 người.